# Giuseppe La Farina
Giuseppe La Farina, född 20 juli 1815, död 5 september 1863, var en italiensk historiker och politiker.
La Farina var advokat från Messina. Han verkade som revolutionär journalist och konspirerade i hemliga klubbar, vilket flera gånger tvingade honom i landsflykt. En tid var La Farina krigsminister under den sicilianska revolutionen 1848-49. La Farin var anhängare till Camillo di Cavour och en av grundarna till den italienska nationalföreningen 1857. I december 1858 förmedlade han ett hemligt möte mellan Giuseppe Garibaldi och Cavour, blev 1860 sardinsk deputerade och skaffade pengar till Garibaldis Sicilientåg. La Farina har bland annat skrivit Storia d'Italia (7 band, 1848-53). Hans litterära produktion var omfattande.